# Brigitta Bulgari
Brigitta Bulgari, pseudonimo di Brigitta Kocsis (Sátoraljaújhely, 29 settembre 1982), è una disc jockey, modella ed ex attrice pornografica ungherese nota anche come Brigitta Bui.
Nel 2004 fu eletta Penthouse Pet di maggio e Playmate dell'edizione ungherese di Playboy.
Dal 2010 svolge l'attività di disc jockey con il nome d'arte di Brigitta Koss.

## Biografia
Nata in Ungheria nel 1982 da padre ungherese e madre svedese, parla anche italiano e inglese. Durante il primo anno di college nel suo paese d'origine, dove stava studiando per diventare avvocato, ha iniziato a fare la modella. Tre anni prima della laurea ha ricevuto un'offerta da un'agenzia di modelle di Milano; ha quindi deciso di abbandonare gli studi universitari e di trasferirsi in Italia.

### Attività come attrice pornografica
Si è avvicinata al mondo del porno ricevendo un'offerta per partecipare ad un film per adulti durante un servizio fotografico in una palestra. Nel 2003 ha quindi debuttato con lo pseudonimo di Brigitta Bulgari in Fashion, film erotico diretto da Andrea Nobili e basato sulla sua vita reale come modella; la pellicola include anche la sua prima scena con una donna.

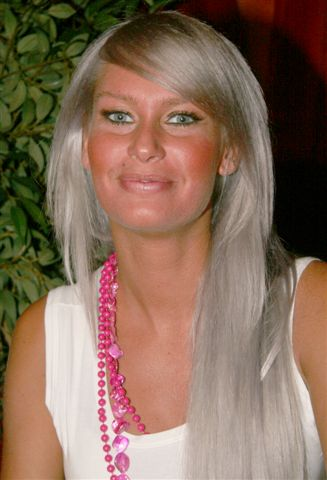
Brigitta Bulgari nel 2008

Nel 2004 è stata eletta Playmate dell'anno dell'edizione ungherese di Playboy e Penthouse Pet del mese di maggio dell'edizione statunitense della rivista.
Nell'autunno 2005 ha vinto l'Eroticline Award come miglior esordiente internazionale ed è stata protagonista di un video a luci rosse con Diego Conte, ex tronista di Uomini e Donne e che venne messo in vendita online. Secondo un comunicato stampa dell'epoca, i due consumarono un rapporto sessuale su un set fotografico a Budapest senza accorgersi di essere ripresi da una videocamera rimasta accesa e firmarono una liberatoria su tutto il girato. A seguito della diffusione del video, Conte annunciò azioni legali e dichiarò che la ripresa dell'amplesso fu premeditata ed avvenne a loro insaputa.
Tra il 2004 e il 2005 è inoltre apparsa sulle cover di Max, Maxim e Boss Magazine ed ha partecipato alla trasmissione televisiva Cronache marziane di Mediaset, abbinando alle apparizioni televisive spettacoli in club. È stata sotto contratto per 4 anni con l'agenzia Pink'o e testimonial di marchi di abbigliamento e distributori automatici.
Nel 2007 partecipa ad una puntata della quinta edizione di Ciao Darwin e, a partire dallo stesso anno fino al 2011 ha posato per alcuni calendari.
Si è ritirata come attrice nel 2008; nel corso della sua carriera ha partecipato complessivamente a 30 film.
Nel 2016 partecipa, interpretando sè stessa, al mediometraggio sociale Mamma non vuole di Antonio Pisu, scritto, prodotto ed interpretato da Amedeo Gagliardi.

### Attività come DJ
Nell'agosto 2010 ha iniziato a dedicarsi al Dj set, prendendo lezioni da DJ Junior, un professionista ungherese. Nel settembre 2010 ha quindi debuttato ufficialmente come disc jockey utilizzando lo pseudonimo di Brigitta Koss.

## Controversie

### La denuncia per atti osceni in luogo pubblico (2004)
Durante l'intervallo della partita calcistica di Serie B Piacenza-Catanzaro del 17 ottobre 2004 l'allora pornoattrice ha inscenato uno spogliarello sul terreno di gioco della città emiliana; l'episodio le è costato una denuncia per atti osceni in luogo pubblico.

### La causa legale con Bulgari sullo pseudonimo (2005-2006)
Nel 2005 la società italiana Bulgari ha ottenuto in via cautelare un provvedimento con il quale si impedisce l'uso del logo di sua proprietà per il calendario dell'allora attrice. A settembre 2006 la Corte d'Appello di Milano si è quindi pronunciata a favore della marca di alta moda, inibendo all'allora interprete hard e ai suoi produttori «l'utilizzo in qualsiasi forma dell'attività economica» del logo Bulgari ed ordinando «il ritiro dal commercio delle cose recanti i segni contraffattori». A seguito di tale vicenda, l'allora pornostar tornò ad utilizzare lo pseudonimo di Brigitta Bui.

### Il coinvolgimento nel caso Vallettopoli (2007-2009)
Nel 2007 il GIP di Milano Giulia Turri ha rinnovato l'arresto di Fabrizio Corona, titolare di un'agenzia fotografica con l'ipotesi di tentata estorsione in relazione a quattro episodi. Uno di questi vide protagonista l'allora pornostar in quanto il manager del campione di motociclismo Marco Melandri venne contattato da Corona prospettandogli l'acquisto di una serie di fotografie che ritraevano quest'ultimo insieme alla pornostar in un locale di Riccione al fine di evitarne la pubblicazione e la correlazione con i presunti insuccessi sportivi del pilota. La vicenda si concluse con «lo scambio tra la registrazione della telefonata» tra il manager e l'imprenditore «con il file contenente il materiale fotografico».

### Le accuse di pornografia minorile e atti osceni (2010-2013)
Nel maggio 2010 è stata arrestata dai carabinieri e tradotta nel carcere di Belluno al termine di una serata in una discoteca di Montebelluna con l'accusa di pornografia minorile e atti osceni in luogo pubblico. Secondo una denuncia presentata ai militari dell'Arma di Gubbio, a febbraio dello stesso anno l'allora pornostar si era esibita in un locale di Fossato di Vico davanti ad un pubblico composto anche da minori, dai quali si sarebbe fatta toccare anche nelle parti intime. A giugno dello stesso anno le sono stati concessi gli arresti domiciliari presso una connazionale a Treviso.
A ottobre 2011 viene prosciolta dal GUP di Perugia dalle accuse di pornografia minorile e atti osceni. Il pubblico ministero Giuliano Mignini aveva invece chiesto di rinviarla a giudizio. Contestualmente il suo legale annuncia di voler chiedere il risarcimento dei danni di immagine patiti dalla sua cliente. Nel 2013 viene quindi depositata alla Corte d'appello di Perugia una richiesta di risarcimento danni di 200000 € per gli 11 giorni trascorsi in detenzione nel 2011; nel 2014 i giudici le hanno riconosciuto un risarcimento di 18000 €, oltre alle spese legali, ridotto poi a 3500 € a seguito di un errore di trascrizione della data dell'arresto, che ha portato ad un errato calcolo dei giorni di pena scontati.

## Filmografia

### Film pornografici
- Fashion, regia di Andrea Nobili (2003)
- Sensazioni, regia di Andrea Nobili (2004)
- Perfect Bunnys (2004)
- La soluzione, regia di Francesco Fanelli (2004)
- Belle e troie, regia di Andrea Nobili (2004)
- Life, regia di Andrea Nobili (2004)
- Belle e troie 2, regia di Rudy Lucky (2005)
- Belle e troie 3, regia di Rudy Lucky (2005)
- Belle e impossibili 4, regia di Rudy Lucky (2005)
- Dietro da impazzire 3, regia di Patrik One (2005)
- Money pleasure, regia di Roy Rogers (2005)
- Due donne X un uomo 1, regia di Andrea Nobili (2006)
- Due donne X un uomo 4, regia di Andrea Nobili (2006)
- B like beautiful, regia di Roy Rogers (2006)
- Brigitta fino in fondo, regia di Andrea Nobili (2006)
- Doppio piacere 2, regia di Francesco Fanelli (2006)
- Doppio piacere 3, regia di Andrea Nobili (2006)
- The double life of Candy, regia di Roy Rogers (2006)
- Top Model, regia di Roy Rogers (2006)
- Emotions, regia di Roy Rogers (2007)
- 2 uomini per 1 donna 2, regia di Andrea Nobili (2007)
- 2 uomini per 1 donna 3, regia di Andrea Nobili (2007)
- Dietro da impazzire 10, regia di Andrea Nobili (2007)
- Movie Star, regia di Roy Rogers (2007)
- Stammi dietro!, regia di Andrea Nobili (2007)
- Spermabiester, regia di Jack Crawler (J.C.) e W.O.M. (2008)
- Tutto su Brigitta, regia di Roy Rogers (2008)[2]